# Thermophilibacter
Thermophilibacter es un género de bacterias grampositivas de la familia Atopobiaceae. Fue descrito en el año 2021. Su etimología hace referencia a bacteria amante del calor. Son bacterias anaerobias estrictas e inmóviles. En general, se encuentra en el colon de humanos y de pollos, aunque alguna especie también se ha aislado del lodo. 

## Taxonomía
Actualmente contiene 4 especies descritas:
- Thermophilibacter gallinarum
- Thermophilibacter immobilis
- Thermophilibacter mediterraneus
- Thermophilibacter provencensis